# تجويد
التجويد أو علم التجويد في الإسلام علم تعرف به كيفية النطق بالكلمات القرآنية كما نطقها النبي محمد بن عبد الله. ويؤخذ مشافهةً عن شيخٍ أو أستاذٍ عنده إجازةٌ بتعليم التجويد. بداية علم التجويد كانت عند اتساع رقعة الدولة الإسلامية في القرن الثالث للهجرة، حيث كثر الخطأ واللحن في القرآن بسبب دخول كثير من غير العرب في الإسلام. فما كان من علماء القرآن إلّا أن بدؤوا في تدوين أحكام التجويد وقواعده. ويقال أن أوّل من جمع علم التجويد في كتاب هو الإمام أبو عبيد القاسم بن سلام في القرن الثالث الهجري في كتابه المسمى بكتاب القراءات.

## حكم الأخذ بالتجويد
تعلّم التجويد هو: فرض كفاية أما العمل به فهو: فرض عين على كلّ مسلم ومسلمة لقول القرآن: ﴿أَوْ زِدْ عَلَيْهِ وَرَتِّلِ الْقُرْآنَ تَرْتِيلًا ۝٤﴾ [المزمل:4] وقد قال ابن الجزري في مقدمته:

## أمر النبي باجتناب اللحن وتصحيحه
1. الأمر بإعراب القرآن.
2. الأمر الصريح باجتناب اللحن عموماً وتصحيحه لمن وقع فيه.[5]

## تنبيه الصحابة تلاميذهم إلى التزام التجويد
عن حذيفة رضي الله عنه: إن من أقرأ الناس للقران منافقاً لا يدع منه واوا ولا ألفا، يلفته بلسانه كما تلفت البقرة الخلى بلسانها، فقد وسم من لا يعطي الحروف حقها بالنفاق، وذلك أن اللفت هنا من قولهم الراعي يلفت الماشية بالعصا، أي يضربها بها، لا يبالي أيها أصاب، والمعنى «يقرؤه من غير روية ولا تبصر بمخارج الحروف، وتعمد للمأمور به من الترتيل والترسل في التلاوة، غير مبال بمتلوه كيف جاء؛ كما تفعل البقرة بالحشيش إذا أكلته، وأصله اللفت إلي الشيء عن الطريق المستقيمة، وقد يحتمل أن يكون المعنى "اهتمام المنافق بالقراءة حتى لا يترك منه ألفا ولا واوا إلا أتقنه ليفتن الناس بذلك".
وجاء عن أبي جمرة قال قلت لابن عباس: إني (رجل) سريع القراءة، إني أهذ القرآن، «وربما قرأت القرآن في ليلة مرة أو مرتين»، فقال ابن عباس لأن أقرأ سورة البقرة فأرتلها أحب إليا من أن أقرأ القران كله، «فإني كنت فاعلاً لابد فاقرأه قراةً تسمع أذنيك ويعيه قلبك»، وهذا الأخير هو حد الحدر الاصطلاحي.
وصيغة التفضيل (أحب) في قول ابن عباس لا تدل على جواز قراءة القران بغير ترتيل، بل تدل على الاستحباب، مثل قوله تعالى: {ذَلِكُمْ خَيْرٌ لَّكُمْ إِن كُنتُمْ تَعْلَمُون}، أو يكون من باب الترتيل الذي بمعنى التأني والتؤدة (يطابق التحقيق الاصطلاحي)، والمفاضلة بينه وبين الهذ وهو الإسراع (يطابق الحدر الاصطلاحي)، مع بقاء الأحكام الواجبة في كل منهما.

## المنع من الغلو في ترتيل لفظ القرآن
عن أبي موسى الأشعري قال: قال رسول الله صلى الله عليه وسلم، إن من إجلال الله إكرام حامل القرآن غير الغالي فيه والجافي عنه، والغلو هو المبالغة في التجويد، أو الإسراع في القراءة بحيث يمنعه عن تدبر المعنى، والتشديد ومجاوزة الحد في العمل به، وتتبع ما خفي منه واشتبه عليه من معانيه، وأما قوله «ولا الجافي عنه» أي وغير المتباعد عنه المعرض عن تلاوته وإحكام قراءته وإتقان معانيه والعمل بما فيه، ولذا نبه أهل العلم على ضرورة ألا يخرج التغني بالقران عن حده المعلوم.

## التخفيف في المطالبة بالدقة البالغة لأحكام التجويد
عن جابر بن عبد الله رضي الله عنه قال: خرج علينا رسول الله صلى الله عليه وسلم ونحن نقرأ القرآن وفينا الأعرابي والأعجمي فقال «اقرؤا فكلٌ حسن، وسيجيء أقوام يقيمونه كما يقام القدح، يتعجلونه ولا يتأجلونه، وعن سهل بن سعد الساعدي رضي الله عنه قال، خرج علينا رسول الله صلى الله عليه وسلم يوماً ونحن نقترئ، فقال الحمد لله كتاب الله واحد وفيكم الأحمر وفيكم الأبيض وفيكم الأسود، اقرؤه قبل أن يقرأه أقوام يقيمونه كما يقوم السهم، يتعجل أجره ولا يتأجله.

## تاريخ علم التجويد
حرص النبي محمد - عليه أفضل الصلاة والتسليم - أن يتعلم الصحابة القرآن ويتقنوه عنه كما كان يتلقّنه من جبريل، وقد أتقن القرآنَ من الصحابة عددٌ كبير: مثل عبد الله بن مسعود، زيد بن ثابت أبي بن كعب ومعاذ بن جبل وغيرهم.
وأول من وضع قواعد هذا العلم هو الإمام الخليل بن أحمد الفراهيدي وأول من دون فيه هو الإمام أبو الخير محمد بن محمد بن الجزري في كتابه التمهيد في علم التجويد، وفي القرن الثالث الهجري، وجمع الإمام أبو عبيد القاسم بن سلام القراءات في كتاب ألّفه وسمّاه "كتاب القراءات"، وذلك باستخلاص قواعد هذا العلم من خلال تتبع قراءات المشاهير من القراء المتقنين. ثم توالى البحث في مجال استخلاص القواعد الأخرى للتجويد وتوالت الكتب في هذا العلم توضح أصول القراءة وكيفيّة الطريقة الصحيحة لتجويد القرآن.

## تعريف التجويد
التجويد في اللغة هو: "التحسين"، و"الإحكام"، و"الإتقان"،
يقال… جوّدت الشيء إذا حسنته، وأتقنته،

والجودة مقابل (الرداءة).
أما اصطلاحاً: فهو إخراج كلّ حرف من حروف القرآن من مخرجه دون تغيير وقراءتُه قراءةً صحيحةً وفق قواعد التجويد التي وضعها علماء التجويد. ويقال هو: إعطاء كلّ حرف حقّه ومستحقه من المخارج والصفات.
وتجويد القرآن الكريم، إتقان تلاوته، وتحسين نطق حروفه،
بالتلقي والمشافهة، وله معنيان هما:
- معنىً صناعي: (تطبيقي، عملي)، هو: إعطاء كل حرف حقه،[14] ومستحقه،[15] من الصفات

الذاتية، والعرضية، مثل: الجهر، والغنة، والمد. 
- معنىً علمي: (نظري)، بمعنى: دراسة أحكام (علم التجويد)،

الذي صاغه علماء القراءة، للتعليم في المراحل التأسيسية،
والمتوسطة، وقبل دراسة "علم القراءات"

## حكم الأخذ بالتجويد وتعلمه
الأخذ بالتجويد بمعنى: (تطبيق أحكامه)، عمليا عند قراءة "القرآن الكريم"
حكمه في الشرع الإسلامي (مطلوب شرعا)، وبعض العلماء مثل:
ابن الجزري، -من كبار علماء القراءة- يرى أن الأخذ به
فرض عين،
على كل مكلف. لذا قال في منظومة الجزرية: من لم يجود القران ءاثم.
ويرى البعض أنه مستحب،
إلا أن الأمر فيه تفصيل، باعتبار نوع الخطأ الذي يعذر فيه القارئ، واختلاف
الأحوال، والظروف.

لقول الله سبحانه وتعالى في القرآن: ﴿أَوْ زِدْ عَلَيْهِ وَرَتِّلِ الْقُرْآنَ تَرْتِيلًا ۝٤﴾ [المزمل:4]، وقد جاء عن عليّ في هذه الآية: الترتيل هو تجويد الحروف، ومعرفة الوقوف.

- وقول الله سبحانه وتعالى في القرآن: ﴿الَّذِينَ آتَيْنَاهُمُ الْكِتَابَ يَتْلُونَهُ حَقَّ تِلَاوَتِهِ أُولَئِكَ يُؤْمِنُونَ بِهِ وَمَنْ يَكْفُرْ بِهِ فَأُولَئِكَ هُمُ الْخَاسِرُونَ ۝١٢١﴾ [البقرة:121]
- ولقول النبي محمد:  'خيركم من تعلم القرآن وعلمه'.

## فائدة علم التجويد وهدفه
أهم فائدة لتعلم التجويد هي حفظ اللسان من الخطأ (أو ما يسمى باللحن) عند قراءة القرآن.
واللحن في القرآن نوعان:
اللحن الجلي وهو الخطأ الذي يطرأ على الألفاظ ويخلّ بالمعنى المقصود للآية ومثاله استبدال حرف مكان آخر أو تغير حركة بأخرى. وهذا اللحن محرّم باتفاق العلماء.
اللحن الخفي وهو الخطأ الذي لا يغير المعنى ولكن يخالف قواعد التجويد مثل ترك الغنة أو تقصير المدّ وغيره. وحكم هذا اللحن أنّه مكروه.

## أحكام التجويد
- الحرف في التجويد.
- الحركة.
- غنّة.
- أحكام المد.
- قلقلة.
- بسملة.
- استعاذة.
- وقف وابتداء.
- أحكام النون الساكنة والتنوين.
- أحكام الميم الساكنة.
- أحكام الميم والنون المشددتين.
- تفخيم وترقيق.
- مخارج الحروف.
- صفات الحروف.
- أحكام لفظ الجلالة.
- أحكام الراء.
- سكت.
- إدغام.